# Мови Європейського Союзу
Європейська Унія (ЄУ) виступає за мовне різноманіття. Цей принцип закріплено в статті 22 Хартії основних прав (ст. 22) і в Договорі про Європейську Унію (ст. 3(3)). У Європейській Унії мовна політика є відповідальністю держав-членів, а ЄУ не має спільної мовної політики; Інституції ЄУ відіграють допоміжну роль у цій сфері на основі принципу «субсидіарності»; вони просувають європейський вимір у мовній політиці держав-членів. ЄУ заохочує всіх своїх громадян бути багатомовними; зокрема, заохочує їх розмовляти двома мовами на додаток до рідної мови. Хоча ЄУ має дуже обмежений вплив у цій сфері, оскільки зміст освітніх систем є відповідальністю окремих держав-членів, низка програм фінансування ЄУ активно сприяє вивченню мов та мовному різноманіттю.
Усі 24 офіційні мови Європейської Унії прийняті як робочі, але на практиці лише три – англійська, французька та німецька – широко використовуються в інституціях, і з них англійська є найпоширенішою. Найбільш зрозумілою мовою в Європейській Унії є англійська, яку розуміють 44% усіх дорослих, тоді як німецька є найпоширенішою рідною мовою, якою розмовляють 18%. Французька є офіційною мовою в усіх трьох містах, які є політичними центрами ЄУ: Брюсселі, Страсбурзі та Люксембурзі. Після виходу Сполученого Королівства з ЄУ у 2020 році уряд Франції заохочував ширше використовувати французьку як робочу мову.
Люксембурзька та турецька, які мають офіційний статус у Люксембурзі та на Кіпрі відповідно, є єдиними офіційними мовами держав-членів, які не є офіційними мовами Європейської Унії. У 2023 році уряд Іспанії звернувся з проханням додати її співофіційні мови каталонську, баскську та галісійську до офіційних мов ЄУ. Також коли Сполучене Королівство було членом Європейської Унії, то були дискусії щодо офіційного статусу валлійської, шотландської ґельської мов.

## Офіційні мови
Кількість держав-членів перевищує кількість офіційних мов, оскільки кілька національних мов є спільними для двох або більше країн Європейської Унії. Нідерландська, англійська, французька, німецька, грецька та шведська є офіційними мовами на національному рівні в багатьох державах. Крім того, хорватська, чеська, данська, угорська, італійська, словацька та словенська є офіційними мовами в багатьох державах ЄУ на регіональному рівні.
Крім того, не всі національні мови отримали статус офіційних мов ЄУ. До них належать люксембурзька, офіційна мова Люксембургу з 1984 року, і турецька, офіційна мова Кіпру.
Усі мови ЄУ також є робочими мовами. Документи, які держава-член або особа, що підпадає під юрисдикцію держави-члена, надсилає інституціям ЄУ, можуть бути складені будь-якою з офіційних мов, обраних відправником. Відповідь складено тією ж мовою. Положення та інші документи загального застосування складаються двадцятьма чотирма державними мовами. Офіційний вісник Європейської Унії видається двадцятьма чотирма офіційними мовами.
Документи, що мають велике суспільне значення чи інтерес, готуються всіма офіційними мовами, але на них припадає менша частина роботи установ. Інші документи, напр. повідомлення з національними органами влади, рішення, адресовані конкретним особам або організаціям, і листування — перекладаються лише на потрібні мови. Для внутрішніх цілей інституціям ЄУ законом дозволено обирати власні мовні домовленості. Європейська комісія, наприклад, веде свою внутрішню діяльність трьома мовами, англійською, французькою та німецькою (іноді їх називають «процедурними мовами»), і повністю багатомовна лише для цілей публічної інформації та комунікації. Європейський парламент, з іншого боку, має членів, яким потрібні робочі документи їхніми рідними мовами, тому його документообіг із самого початку є повністю багатомовним. Неінституційні органи ЄУ юридично не зобов’язані встановлювати мовні умови для всіх 24 мов.
Переклади дорогі. Згідно з англійськомовним вебсайтом ЄУ, витрати на підтримання політики багатомовності інституцій, тобто вартість письмового та усного перекладу — становила 1123 мільйони євро у 2005 році, що становить 1% річного загального бюджету ЄУ, або 2,28 євро на людину на рік. Європейський парламент чітко дав зрозуміти, що його країни-члени мають автономію щодо мовної освіти, яку відповідно до договору Союз повинен поважати.

## Регіональні мови, мови меншин та інші мови
Деякі регіональні мови або мови меншин, якими розмовляють в ЄУ, не мають офіційного визнання на рівні ЄУ. Деякі з них можуть мати певний офіційний статус у державі-члені та налічувати набагато більше носіїв, ніж деякі з менш вживаних офіційних мов. Офіційні мови ЄУ виділені жирним шрифтом.
У списку мовні різновиди, які країни-члени класифікують як діалекти офіційної мови, не включені. Однак багато з цих різновидів можна розглядати як окремі мови: наприклад, шотландська ( германська мова походить від давньоанглійської, а не кельтської мови, відомої як шотландська гельська ) і кілька романських мов, поширених в Іспанії, Португалії, Франції та Італії, таких як арагонська, астурійська, мірандська, ломбардська, лігурійська, п'ємонтська, венеціанська, корсиканська, Неаполітанська і сицилійська.

### Мови Франції
Конституція Франції визначає французьку як єдину мову Франції. Після поправок 2008 року стаття 75-1 Конституції додає, що «регіональні мови є частиною французької спадщини».
Тим не менш, існує низка мов, якими розмовляють значні меншини, наприклад бретонська (кельтська мова), баскська та кілька романських мов, таких як окситанська, каталонська, корсиканська та різні мови ойль (окрім французької), а також германські мови, якими розмовляють в Ельзасі та Лотарингії (центральна франконська, високофранкська, люксембурзька та алеманська) і французькій Фландрії (нідерландська).
Ці мови не мають офіційного статусу у французькій державі, і регіонам не дозволяється надавати такий статус самим.

### Мови Греції
Офіційною мовою Греції є грецька, а визнаними мовами меншин є вірменська, ладіно та турецька. Тим не менш, в Греції є кілька інших мов, які не визнаються. Це албанська, арумунська, мегленорумунська (ці останні дві зазвичай відомі як «влашська»), ромська та слов’янські різновиди, якими розмовляють у Греції. Греція була описана як єдина країна-член Європейської Унії, яка дотримується «ідеології лінгвістичної асиміляції».

### Мови Італії
Офіційною мовою Італії є італійська, хоча дванадцять додаткових мов (а саме албанська, каталонська, німецька, грецька, словенська, хорватська, французька, франко-провансальська, фріульська, ладинська, окситанська та сардинська) були визнані мовами меншин національним рамковим законом про історичні мовні меншини країни 1999 року відповідно до Статті 6 Конституції Італії. Однак по всій країні розмовляють багатьма мовами, окрім італійської та вищезгаданих дванадцяти більшість з яких є або галло-італійськими, або італо-далматськими, які не мають жодного офіційного визнання та захисту.

### Мови Іспанії
Уряди Іспанії прагнули надати деякий офіційний статус в ЄУ мовам автономних спільнот Іспанії, каталонській / валенсійській, галісійській та баскській мовам. 667-е засідання Ради Європейської Унії в Люксембурзі 13 червня 2005 року вирішило дозволити обмежене використання на рівні ЄУ мов, визнаних державами-членами, крім офіційних робочих мов. Рада визнала «мови, крім мов, зазначених у Регламенті Ради № 1/1958, статус яких визнано Конституцією держави-члена на всій або частині її території або використання яких як національної мови дозволено законом». Офіційне використання таких мов буде дозволено на основі адміністративної домовленості, укладеної між радою та державою-членом, яка подає запит.
Незважаючи на те, що баскська, каталонська/валенсійська та галісійська мови не є загальнодержавними офіційними мовами в Іспанії, як співофіційні мови у відповідних регіонах — відповідно до конституції Іспанії, серед інших документів — вони мають право на офіційне використання в інституціях ЄУ згідно з положеннями резолюції Ради Європейської Унії від 13 червня 2005 року. Уряд Іспанії погодився з положеннями щодо цих мов.
Статус каталонської мови, якою розмовляють понад 9 мільйонів громадян ЄУ (трохи більше 1,8% від загальної кількості), був предметом особливої дискусії. 11 грудня 1990 року використання каталанської мови було предметом резолюції Європейського парламенту (резолюція A3-169/90 про мови в [Європейському] Співтоваристві та ситуацію з каталонською мовою).
16 листопада 2005 року президент Комітету регіонів Пітер Страуб підписав угоду з послом Іспанії в ЄУ Карлосом Бастаррече, схвалюючи використання іспанських регіональних мов в інституціях ЄУ вперше на засіданні того дня, з усним перекладом, забезпеченим перекладачами Європейської комісії.
3 липня 2006 року Бюро Європейського парламенту схвалило пропозицію Іспанії дозволити громадянам звертатися до Європейського парламенту баскською, каталонською/валенсійською та галісійською мовами через два місяці після початкової відмови.
30 листопада 2006 року Європейський омбудсмен Нікіфорос Діамандурос і посол Іспанії в ЄУ Карлос Бастаррече підписали у Брюсселі угоду, яка дозволяє громадянам Іспанії звертатися зі скаргами до європейського омбудсмена баскською, каталонською/валенсійською та галісійською мовами, усіма трьома офіційними мовами Іспанії. Відповідно до угоди, орган перекладу, який буде створений і фінансований урядом Іспанії, буде відповідати за переклад скарг, поданих цими мовами. У свою чергу, він перекладатиме рішення омбудсмена з іспанської мови на мову скаржника. До створення такого органу угода не набуде чинности.
Після загальних виборів в Іспанії 2023 року уряд Іспанії під керівництвом PSOE надіслав листа головуванню Ради Європейської Унії з проханням додати каталонську, баскську та галісійську мови до поточних 24 офіційних мов ЄУ. Це було зроблено в обмін на підтримку каталонської сепаратистської партії Junts кандидатури Франсіни Арменголь на посаду президентки Конгресу депутатів. Без такої підтримки PSOE, швидше за все, не змогла б сформувати новий уряд, і в тому ж році відбулися б другі вибори.
Зокрема, галісійська мова, яка сама по собі не є офіційною мовою Європейського парламенту, може використовуватися і фактично використовується деякими виборцями Європейського парламенту як розмовний діалект португальської мови через її схожість із цією мовою.

### Люксембурзька і турецька мови
Люксембурзька і турецька є єдиними двома національними мовами, які не є офіційними мовами ЄУ. Ані Люксембург, ані Кіпр ще не скористалися положеннями резолюції від 13 червня 2005 року, щоб отримати вигоду від використання в офіційних установах ЄУ. 26 лютого 2016 року було оприлюднено, що Кіпр попросив зробити турецьку мовою офіційною мовою ЄУ у «жесті», який міг би допомогти возз’єднанню та покращити відносини між ЄУ і Туреччиною. Ще в 2004 році планувалося, що турецька мова стане офіційною в разі возз'єднання Кіпру. Турецька також є визнаною мовою меншин у двох країнах-членах ЄУ (Греція та Румунія).
У вересні 2010 року міністр закордонних справ Люксембургу Жан Ассельборн відхилив прохання Партії альтернативних демократичних реформ (ADR) зробити люксембурзьку офіційною мовою Європейської Унії, посилаючись на фінансові причини, а також на те, що німецької та французької мов, які вже є офіційними мовами, буде достатньо для потреб Люксембургу.

### Циганська мова
Цигани, яких у ЄУ нараховується понад два мільйони розмовляють циганською мовою (насправді багатьма різними мовами), яка не є офіційною в жодній державі-члені ЄУ чи політиці, за винятком офіційної мови меншини Швеції та Фінляндії. Крім того, присутність циганських мас-медіа та навчальних закладів майже незначна.

### Російська мова
Хоча російська мова не є офіційною мовою Європейської Унії, розмовляють російською в усіх державах-членах, які входили до складу Радянського Союзу (а до цього Російської імперії). Російська є рідною мовою приблизно для 1,6 мільйона балтійських росіян, які проживають в Естонії, Латвії та Литві, а також для значної громади приблизно 3,5 мільйонів у Німеччині та як основної мови іммігрантів в інших країнах ЄУ, наприклад у Парижі та навколо нього. Російську мову також розуміють більшість етнічних естонців, латишів і литовців, які народилися до н. 1980 року, оскільки, їхні мови будучи офіційною мовою Радянського Союзу, вона була обов’язковим шкільним предметом у тих країнах, що входили до складу Радянського Союзу. Меншою мірою ця спадщина також стосується старшого покоління в частинах ЄУ, які раніше входили до Східного блоку, наприклад у НДР.
У березні 2010 року інформаційні бюлетені російською мовою, створені офісами виконавчої влади ЄУ у Латвії, були відкликані, що викликало критику з боку депутата Європарламенту Plaid Cymru та президента групи Європейського вільного альянсу Джил Еванс, яка закликала Європейську комісію продовжувати надавати інформацію неофіційними мовами ЄУ і прокоментувала, що «розчаровує чути, що ЄУ таким чином піддається тиску, щоб виключити російськомовних у Балтії».

### Саамські мови
У Фінляндії саамські мови північні саамі (близько 2000 носіїв), скольт-саамі (400) та інарі-саамі (300) мають обмежене місцеве визнання в деяких муніципалітетах фінської Лапландії. Крім того, законодавство, яке стосується саамів, має бути перекладено цими мовами. Однак двомовність із фінською є загальною.
У Швеції розмовляють принаймні п’ятьма різними саамськими мовами, але «саамська мова» (недиференційована) визнана офіційною мовою меншин у Швеції та є офіційною разом зі шведською в чотирьох муніципалітетах округу Норботтен (Шведська Лапландія). Більшість носіїв саамської мови розмовляють північно-саамською мовою (5000–6000 носіїв), хоча є бл. 1000–2000 носіїв луле саамської мови та 600 носіїв південносаамської мови. У Швеції також розмовляють уме-саамі та піте-саамі.

### Латинська мова
Протягом тисячоліть латинська мова служила лінгва франка для адміністративних, наукових, релігійних, політичних та інших цілей у деяких частинах сучасного Європейської Унії. Після Атен та інших грецьких міст-держав XI-IX століть до нашої ери, першим задокументованим політичним утворенням, яке можна історично підтвердити в Європі, була Римська республіка, традиційно заснована в 509 році до нашої ери, держава-спадкоємиця етруських міст-держав-конфедерацій. З латинської як lingua franca Європи конкурувала лише грецька. Вона є почесною та церемоніальною мовою в деяких з найстаріших європейських університетів у XXI столітті та є офіційною мовою Римо-католицької церкви до сьогодні. Латинська мова разом із грецькою була основою освіти в Європі від шкіл риторики Римської республіки в усіх її провінціях і територіях, через середньовічний тривіум і квадривіум, через гуманістів і епоху Відродження, аж до Philosophiæ Naturalis Principia Mathematica Ньютона (це лише один приклад із тисяч наукових праць, написаних цією мовою), до державних шкіл усієї Європи, де латинь (разом з грецькою) була основою їхніх навчальних програм. Латинська мова служила беззаперечною європейською lingua franca до XIX століття, коли культури народних мов і «національних мов» почали завойовувати позиції та претендувати на статус. Сьогодні кілька інституцій Європейської Унії використовують латиницю у своїх логотипах і доменних іменах замість переліку своїх назв усіма офіційними мовами. Наприклад, Суд Справедливости має свій вебсайт за адресою «curia.europa.eu». Європейський суд аудиторів використовує у своєму логотипі Curia Rationum. Рада Європейської Унії має свій вебсайт за адресою "consilium.europa.eu", а на логотипі зображено Consilium. Сама Європейська Унія має латинський девіз: «In varietate concordia». Згідно з Регламентом про європейські компанії, компанії можуть бути зареєстровані як Societas Europaea (лат. «Європейська компанія», часто скорочено до «SE» після власної назви компанії). Латинська мова є однією з мов IATE (міжінституційної термінологічної бази даних Європейської Унії).

### Іммігрантські мови
Спільноти іммігрантів у країнах ЄУ розмовляють різними мовами з інших частин світу. Турецькою (яка також є офіційною мовою Кіпру, члена ЄУ) як рідною мовою розмовляє приблизно 1% населення Бельгії та західної частини Німеччини та 1% населення Нідерландів. Інші широко використовувані мови мігрантів включають берберські мови, якими розмовляє приблизно 1% населення Нідерландів і Бельгії, а також багато берберських мігрантів у Франції, Іспанії, Італії та Німеччини. У багатьох країнах ЄУ розмовляють арабською мовою, головним чином у магрибському та левантійському варіантах. Магрибською арабською розмовляють мігранти у Франції, Італії, Іспанії, Нідерландах, Бельгії та Німеччині. Левантійською арабською розмовляють мігранти в Німеччині, Франції, Швеції, Данії, Австрії та Греції. Мовами колишньої Югославії (сербською, боснійською, македонською, албанською тощо) розмовляють у багатьох частинах ЄУ мігранти та біженці, які покинули регіон у результаті воєн і заворушень у Югославії.
Великі китайські громади є у Франції, Іспанії, Італії та інших країнах. Старі та недавні китайські мігранти розмовляють кількома китайськими різновидами, зокрема кантонською та іншими південнокитайськими говірками. Однак мандарин стає все більш поширеним завдяки Китайській Народній Республіці.
У Німеччині та Франції багато російськомовних іммігрантів.
Багато іммігрантських громад в ЄУ існують вже кілька поколінь, і їхні члени є двомовними, вільно володіючи як місцевою мовою, так і мовою своєї спільноти.

### Мови жестів
У ЄУ використовується велика різноманітність мов жестів, близько 500 000 людей використовують жестову мову як свою рідну мову. Жодна з цих мов не визнана офіційною мовою країни-члена ЄУ, за винятком Ірландії, яка ухвалила Закон про ірландську жестову мову 2017 року, який надав їй офіційний статус поряд з ірландською та англійською, і лише три держави (Австрія, Фінляндія та Португалія) посилаються на жестові мови у своїх конституціях.
Існує кілька неурядових організацій, які підтримують людей з вадами слуху, наприклад, Європейська спілка глухих і Європейський центр жестової мови. Європейська комісія також підтримала деякі ініціативи щодо створення цифрових технологій, які можуть краще підтримувати підписувачів, наприклад Dicta-Sign і SignSpeak.
Мови жестів, які використовуються в ЄУ, важче класифікувати за мовними сім’ями, ніж розмовні мови, через мовний контакт і креолізацію. До важливих родин належать шведська, французька та німецька сім’ї мов жестів.

### В'єтнамська
В'єтнамська є однією з 14 визнаних мов меншин у Чехії.

### Есперанто
Есперанто — штучна мова, яка є частиною освітньої системи в кількох країнах-членах. В Угорщині вона офіційно визнана Міністерством освіти як іноземна; та іспити з есперанто можуть бути використані для задоволення вимог щодо знання іноземних мов, необхідних для закінчення університету або середньої школи. Щороку, починаючи з 2001 року, від 1000 до 3000 осіб склали іспити з есперанто, що становить понад 35 000 до 2016 року; її визнає Угорська держава. Перепис населення Угорщини 2001 р. виявив 4575 носіїв есперанто в Угорщині (4407 з них вивчили мову, для 168 з них це рідна або рідна мова); у 2011 році було виявлено 8397 носіїв есперанто. У 1990 році, згідно з переписом, в Угорщині було лише 2083 носіїв есперанто.
Комісія не згадує есперанто як мову ЄУ; Комісія згадує лише офіційні, корінні регіональні мови та мови меншин, а також мови іммігрантів. Згідно з підрахунками, приблизно 100 000 європейців іноді використовують есперанто (і кілька мільйонів вивчили есперанто); мова має кілька тисяч носіїв, деякі з них у другому чи третьому поколінні.
Європейська партія Європа – Демократія – Есперанто прагне встановити заплановану мову як офіційну другу мову в ЄУ, щоб зробити міжнародне спілкування ефективнішим і справедливішим в економічному та філософському планах. Вони ґрунтуються на висновках звіту Ґріна, у якому зроблено висновок, що це гіпотетично дозволить заощадити ЄУ у розмірі 25 мільярдів євро на рік (54 євро на кожного громадянина) та матиме інші переваги. Однак Європейський парламент чітко заявив, що мовна освіта є відповідальністю держав-членів.
Європейська спілка есперанто також сприяє розвитку есперанто як міжнародної допоміжної мови Європи.

## Володіння мовами
Основними офіційними джерелами інформації про рівень володіння мовою громадянами ЄУ є спеціальні Євробарометри №. 243 (лютий 2006; польові роботи наприкінці 2005), №. 386 (2012) і №. 540 (2023).
| Офіційні мови | Рідна мова | Друга мова | Загалом |
| ------------- | ---------- | ---------- | ------- |
| Англійська    | 2%         | 47%        | 50%     |
| Німецька      | 19%        | 10%        | 29%     |
| Французька    | 15%        | 11%        | 25%     |
| Італійська    | 13%        | 3%         | 16%     |
| Польська      | 9%         | 0%         | 9%      |
| Іспанська     | 9%         | 7%         | 17%     |
| Нідерландська | 5%         | 1%         | 6%      |
| Румунська     | 4%         | 0%         | 5%      |
| Грецька       | 3%         | 0%         | 3%      |
| Угорська      | 3%         | 0%         | 3%      |
| Португальська | 3%         | 0%         | 3%      |
| Чеська        | 2%         | 1%         | 3%      |
| Болгарська    | 2%         | 0%         | 3%      |
| Шведська      | 2%         | 1%         | 3%      |
| Данська       | 1%         | 0%         | 3%      |
| Фінська       | 1%         | 0%         | 1%      |
| Хорватська    | 1%         | 1%         | 1%      |
| Литовська     | 1%         | 0%         | 1%      |
| Словацька     | 1%         | 1%         | 2%      |
| Словенська    | 1%         | 0%         | 1%      |
| Латиська      | 0%         | 0%         | 0%      |
| Естонська     | 0%         | 0%         | 0%      |
| Мальтійська   | 0%         | 0%         | 0%      |
| Ірландська    | 0%         | 0%         | 0%      |

| Неофіційні мови                  | Рідна мова | Друга мова | Загалом |
| -------------------------------- | ---------- | ---------- | ------- |
| Каталанська                      | 1%         | 1%         | 3%      |
| Російська                        | 1%         | 3%         | 4%      |
| Турецька                         | 1%         | 0%         | 1%      |
| Арабська                         | 0%         | 0%         | 1%      |
| Галісійська                      | 0%         | 0%         | 1%      |
| Китайська                        | 0%         | 0%         | 1%      |
| Люксембурзька                    | 0%         | 0%         | 0%      |
| Нижньонімецька                   | 0%         | 0%         | 0%      |
| Українська мова                  | 0%         | 0%         | 0%      |
| Баскська                         | 0%         | 0%         | 0%      |
| Фризька                          | 0%         | 0%         | 0%      |
| Фріульська                       | 0%         | 0%         | 0%      |
| Окситанська                      | 0%         | 0%         | 0%      |
| Албанська                        | 0%         | 0%         | 0%      |
| Курдська                         | 0%         | 0%         | 0%      |
| Саамські мови                    | 0%         | 0%         | 0%      |
| Сардинська                       | 0%         | 0%         | 0%      |
| Їдиш                             | 0%         | 0%         | 0%      |
| Японська                         | 0%         | 0%         | 0%      |
| Білоруська                       | 0%         | 0%         | 0%      |
| Циганська                        | 0%         | 0%         | 0%      |
| Сербська/боснійська/чорногорська | 0%         | 0%         | 0%      |
| Інші                             | 0%         | 0%         | 0%      |

За даними Спеціального Євробарометра №. 540, станом на 2023 рік, п’ятьма найбільш поширеними мовами в ЄУ були англійська (50%), німецька (29%), французька (25%), італійська (16%) та іспанська (17%). Найпоширенішою рідною мовою була німецька (19% від загальної кількості носіїв), за нею йшли французька (15%), італійська (13%) польська (9%) та іспанська (9%). Знання іноземних мов значно відрізнялося в окремих країнах, як показано в таблиці нижче. Найбільш поширеними іншими або іноземними мовами в ЄУ були англійська, французька, німецька, іспанська та італійська. У таблиці поля, забарвлені світло-блакитним кольором, означають, що мова є офіційною мовою країни, тоді як основна мова, якою розмовляють у країні, позначена темно-синім кольором.
- Знання англійської[51]
- Знання німецької[51]
- Знання французької[51]
- Знання італійської[51]
- Знання іспанської[51]
- Знання російської[51]

| Держава                     | Англійська | Німецька | Французька | Іспанська | Італійська | Польська | Російська |
| --------------------------- | ---------- | -------- | ---------- | --------- | ---------- | -------- | --------- |
| Європейський Союз (загалом) | 50%        | 29%      | 25%        | 17%       | 16%        | 9%       | 4%        |
| Австрія                     | 59%        | 98%      | 11%        | 4%        | 9%         | 0%       | 1%        |
| Бельгія1                    | 61%        | 18%      | 83%        | 10%       | 7%         | 1%       | 2%        |
| Болгарія                    | 30%        | 5%       | 3%         | 3%        | 1%         | 0%       | 14%       |
| Хорватія                    | 45%        | 15%      | 4%         | 1%        | 8%         | 0%       | 1%        |
| Кіпр                        | 80%        | 7%       | 9%         | 1%        | 3%         | 0%       | 5%        |
| Чехія                       | 43%        | 20%      | 5%         | 3%        | 2%         | 4%       | 15%       |
| Данія                       | 90%        | 50%      | 11%        | 9%        | 1%         | 0%       | 0%        |
| Естонія                     | 59%        | 14%      | 2%         | 2%        | 1%         | 1%       | 74%2      |
| Фінляндія                   | 82%        | 19%      | 4%         | 4%        | 2%         | 0%       | 4%        |
| Франція                     | 42%        | 6%       | 97%        | 14%       | 5%         | 0%       | 1%        |
| Німеччина                   | 66%        | 98%      | 16%        | 8%        | 4%         | 2%       | 4%        |
| Греція                      | 52%        | 7%       | 6%         | 2%        | 3%         | 0%       | 2%        |
| Угорщина                    | 31%        | 13%      | 2%         | 2%        | 2%         | 0%       | 2%        |
| Ірландія                    | 97%        | 7%       | 13%        | 7%        | 2%         | 3%       | 1%        |
| Італія                      | 34%        | 4%       | 10%        | 6%        | 97%        | 0%       | 1%        |
| Латвія                      | 55%        | 18%      | 3%         | 2%        | 1%         | 3%       | 91%3      |
| Литва                       | 45%        | 12%      | 3%         | 1%        | 1%         | 14%      | 66%       |
| Люксембург                  | 71%        | 66%      | 94%        | 15%       | 10%        | 1%       | 1%        |
| Мальта                      | 91%        | 4%       | 13%        | 4%        | 52%        | 0%       | 1%        |
| Нідерланди                  | 95%        | 61%      | 27%        | 9%        | 1%         | 0%       | 0%        |
| Польща                      | 31%        | 5%       | 1%         | 1%        | 1%         | 97%      | 5%        |
| Португалія                  | 42%        | 1%       | 13%        | 9%        | 1%         | 0%       | 1%        |
| Румунія                     | 27%        | 3%       | 7%         | 3%        | 3%         | 0%       | 1%        |
| Словаччина                  | 40%        | 21%      | 2%         | 2%        | 2%         | 2%       | 15%       |
| Словенія                    | 62%        | 33%      | 2%         | 4%        | 13%        | 0%       | 2%        |
| Іспанія                     | 39%        | 3%       | 13%        | 97%       | 4%         | 0%       | 0%        |
| Швеція                      | 91%        | 25%      | 12%        | 10%       | 3%         | 1%       | 1%        |

Знання англійської
Знання німецької
Знання французької
Знання італійської
Знання іспанської
Знання російської

1 39% тих, хто розмовляє французькою, є носіями мови, тобто 83%
2 Включає 25% носіїв мови
3 Включає 28% носіїв мови

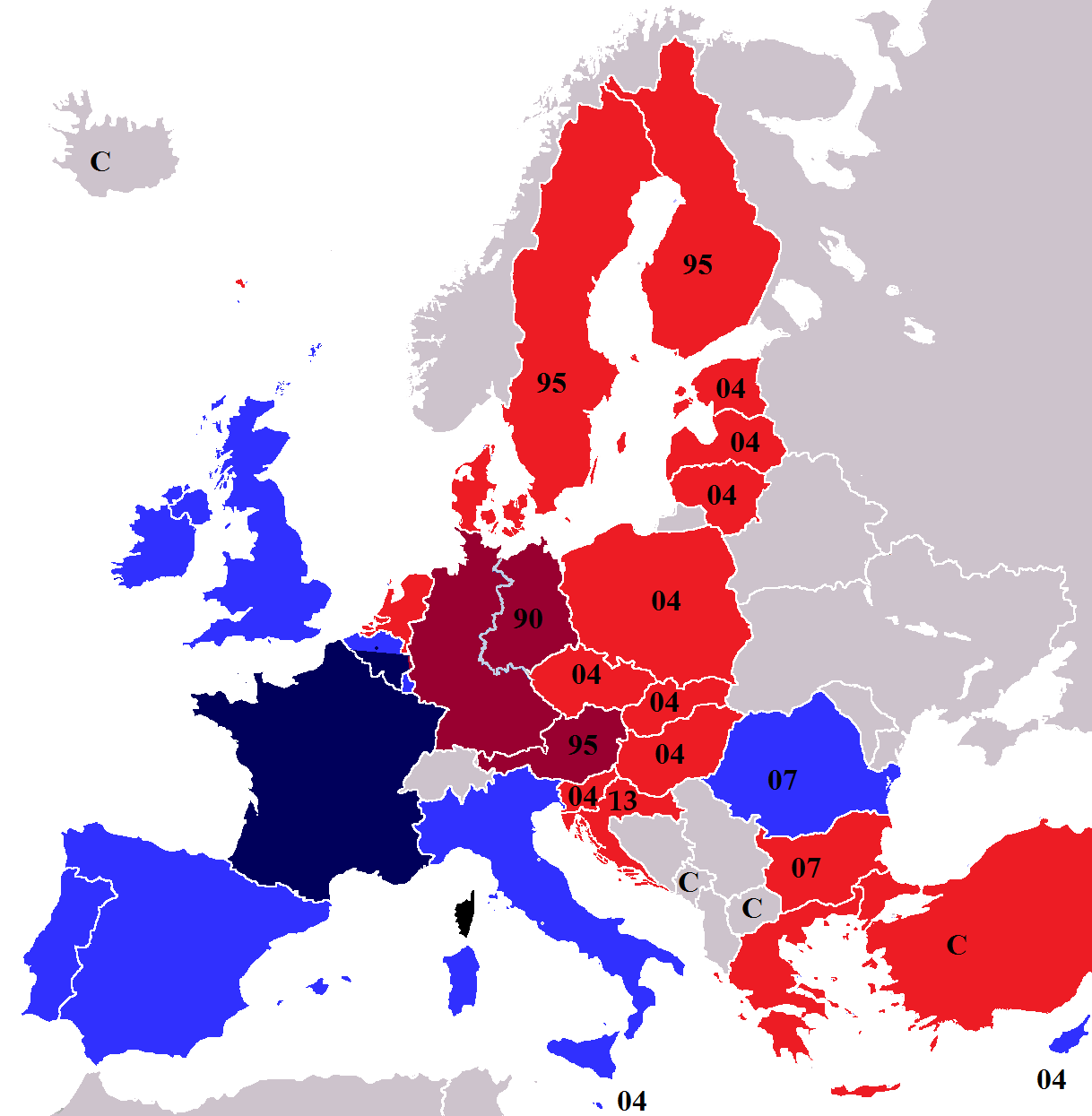
Розширення ЄУ з 1990 року значною мірою сприяло позиції Німеччини порівняно з Францією. Винятком є лише Румунія, Кіпр і Мальта.
Червоний: держави, де німецька мова більш поширена, ніж французька.
Синій: держави, де французька мова більш поширена, ніж німецька.
Більш темні кольори: рідні держави.
Малюнок: рік приєднання.
C: Держава-кандидатка.

59% громадян ЄУ можуть вести розмову не рідною мовою, що на три відсотки більше, ніж повідомлялося в 2012 році. 28% можуть вести розмову принаймні двома іноземними мовами, 11% здатні вести розмову принаймні трьома іноземними мовами, тоді як 39% можуть розмовляти лише рідною мовою.
Англійська мова залишається найпоширенішою іноземною мовою в Європі. Загалом 95% учнів у ЄУ вивчають англійську мову на середньому рівні, а 38% громадян ЄУ стверджують, що вони мають достатньо навичок англійської мови, щоб вести розмову (за винятком громадян Ірландії, англомовної країни). Загалом 28% європейців вказали, що поряд із рідною мовою знають або французьку (14%), або німецьку (14%). Французьку мову найчастіше вивчають і використовують у південній Європі, особливо в середземноморських країнах, у Німеччині, Португалії, Румунії, країнах Бенілюксу та Ірландії. З іншого боку, німецька мова широко вивчається та використовується в країнах Бенілюксу, Скандинавії та в нових країнах-членах ЄУ. Іспанську мову найчастіше вивчають у Франції, Італії, Люксембурзі та Португалії. У 19 із 29 опитаних країн англійська є найпоширенішою мовою, крім рідної, особливо це стосується Швеції (89%), Мальти (88%); Нідерланди (87%); і Данія (86%). Загалом 77% громадян ЄУ вважають, що діти повинні вивчати англійську мову. Англійська вважалася мовою номер один для вивчення в усіх країнах, де проводилося дослідження, за винятком Ірландії та Люксембургу. Англійською як рідною або як другою/іноземною мовою розмовляють 44% громадян ЄУ, за нею йдуть німецька з 36% і французька з 30%.[джерело?]
З розширенням Європейської Унії баланс між французькою та німецькою мовами повільно змінюється. Більше громадян у нових державах-членах говорять німецькою (23% порівняно з 12% у ЄУ-15), тоді як менше говорять французькою чи іспанською (3% та 1% відповідно порівняно з 16% та 7% у групі ЄУ-15). Помітним винятком є Румунія, де 24% населення розмовляє французькою мовою як іноземною порівняно з 6% тих, хто розмовляє як іноземною мовою німецькою. Водночас баланс змінюється у зворотному напрямку через зростання франкомовного населення та зменшення німецькомовного.[джерело?]
Мовні навички нерівномірно розподілені як за географічною зоною Європи, так і за соціально-демографічними групами. Досить гарні мовні знання сприймаються у відносно невеликих державах-членах з кількома державними мовами, менш вживаними рідними мовами або «мовним обміном» із сусідніми країнами. Це стосується Люксембургу, де 92% розмовляють принаймні двома мовами. Ті, хто живе в південноєвропейських країнах або країнах, де одна з основних європейських мов є державною, мають меншу ймовірність розмовляти кількома іноземними мовами. Лише 5% турків, 13% ірландців, 16% італійців, 17% іспанців і 18% британців розмовляють принаймні двома мовами, крім рідної.